# Poeciloterpa minuta
Poeciloterpa minuta är en insektsart som beskrevs av Victor Lallemand 1922. Poeciloterpa minuta ingår i släktet Poeciloterpa och familjen spottstritar. Inga underarter finns listade i Catalogue of Life.